# Campionati europei di canottaggio 2012 - 2 di coppia femminile
Il 2 di coppia femminile dei Campionati europei di canottaggio 2012 si è svolto tra il 14 e il 16 settembre 2012. Hanno partecipato 10 equipaggi.

## Formato
Nel primo turno, i primi due equipaggi di ogni batteria si sono qualificati alla finale, mentre gli altri hanno gareggiato in un ripescaggio che ha qualificato altri due equipaggi. Gli equipaggi eliminati al ripescaggio hanno gareggiato in una finale B per i piazzamenti.

## Programma
| Data              | Ora (UTC+2) | Turno             |
| ----------------- | ----------- | ----------------- |
| 14 settembre 2012 | 10:02       | Batterie          |
| 15 settembre 2012 | 9:52        | Ripescaggio       |
| 16 settembre 2012 | 9:23 11:02  | Finale B Finale A |

## Risultati

### Batterie
| Pos. | Atleti                               | Nazione   | Tempo   | Note |
| ---- | ------------------------------------ | --------- | ------- | ---- |
| 1    | Giulia Pollini Giada Colombo         | Italia    | 7'09"62 | Q    |
| 2    | Anna Jučenko Nuria Domínguez         | Spagna    | 7'10"21 | Q    |
| 3    | Mette Petersen Anna Laybourn         | Danimarca | 7'11"10 | R    |
| 4    | Katalin Szabó Krisztina Gyimes       | Ungheria  | 7'26"35 | R    |
| 5    | Eleni Diamanti Aikaterini Nikolaidou | Grecia    | 7'31"32 | R    |

| Pos. | Atleti                               | Nazione     | Tempo   | Note |
| ---- | ------------------------------------ | ----------- | ------- | ---- |
| 1    | Taccjana Kuchta Kacjaryna Šljupskaja | Bielorussia | 7'04"73 | Q    |
| 2    | Maria Diana Bursuc Adelina Cojocariu | Romania     | 7'07"72 | Q    |
| 3    | Hanna Kravčenko Olena Burjak         | Ucraina     | 7'12"19 | R    |
| 4    | Agata Gramatyka Karolina Gniadek     | Polonia     | 7'14"34 | R    |
| 5    | Sophie Paul Nina Wengert             | Germania    | 7'34"67 | R    |

### Ripescaggio
| Pos. | Atleti                               | Nazione   | Tempo   | Note |
| ---- | ------------------------------------ | --------- | ------- | ---- |
| 1    | Agata Gramatyka Karolina Gniadek     | Polonia   | 7'07"26 | Q    |
| 2    | Mette Petersen Anna Laybourn         | Danimarca | 7'07"77 | Q    |
| 3    | Hanna Kravčenko Olena Burjak         | Ucraina   | 7'12"13 |      |
| 4    | Katalin Szabó Krisztina Gyimes       | Ungheria  | 7'15"58 |      |
| 5    | Sophie Paul Nina Wengert             | Germania  | 7'20"90 |      |
| 6    | Eleni Diamanti Aikaterini Nikolaidou | Grecia    | 7'25"48 |      |

### Finali
| Pos. | Atleti                               | Nazione  | Tempo   | Note |
| ---- | ------------------------------------ | -------- | ------- | ---- |
| 1    | Katalin Szabó Krisztina Gyimes       | Ungheria | 7'15"10 |      |
| 2    | Hanna Kravčenko Olena Burjak         | Ucraina  | 7'15"20 |      |
| 3    | Sophie Paul Nina Wengert             | Germania | 7'16"00 |      |
| 4    | Eleni Diamanti Aikaterini Nikolaidou | Grecia   | 7'18"71 |      |

| Pos.    | Atleti                               | Nazione     | Tempo   | Note |
| ------- | ------------------------------------ | ----------- | ------- | ---- |
| Oro     | Taccjana Kuchta Kacjaryna Šljupskaja | Bielorussia | 6'58"94 |      |
| Argento | Giulia Pollini Giada Colombo         | Italia      | 7'02"20 |      |
| Bronzo  | Maria Diana Bursuc Adelina Cojocariu | Romania     | 7'03"67 |      |
| 4       | Anna Jučenko Nuria Domínguez         | Spagna      | 7'04"38 |      |
| 5       | Mette Petersen Anna Laybourn         | Danimarca   | 7'04"61 |      |
| 6       | Agata Gramatyka Karolina Gniadek     | Polonia     | 7'08"08 |      |